# Llista de monuments de Santa Cristina d'Aro
Llista de monuments de Santa Cristina d'Aro inclosos en l'Inventari del Patrimoni Arquitectònic Català per al municipi de Santa Cristina d'Aro (Baix Empordà). Inclou els inscrits en el Registre de Béns Culturals d'Interès Nacional (BCIN) amb la classificació de monuments històrics, els Béns Culturals d'Interès Local (BCIL) de caràcter immoble i la resta de béns arquitectònics integrants del patrimoni cultural català.
| Monument                                   | Protecció    | Estil/època                                       | Localització                                                          | Coordenades                                          | Codi?         | Imatge |
| ------------------------------------------ | ------------ | ------------------------------------------------- | --------------------------------------------------------------------- | ---------------------------------------------------- | ------------- | --- |
| Castell de Solius                          | BCIN 1399-MH | Medieval                                          | Santa Cristina d'Aro Solius                                           | 41° 48′ 37″ N, 2° 57′ 51″ E / 41.810181°N,2.964242°E | RI-51-0006106 | Castell de Solius (Santa Cristina d'Aro) · Vegeu més fotos d'aquest monument · Carregueu una nova foto d'aquest monument                          |
| Mas Guitó                                  |              | Neoclassicisme XVIII                              | Santa Cristina d'Aro Romanyà de la Selva                              | 41° 51′ 15″ N, 2° 59′ 04″ E / 41.854127°N,2.984397°E | IPA-7357      | Mas Guitó (Santa Cristina d'Aro) · Vegeu més fotos d'aquest monument · Carregueu una nova foto d'aquest monument                                  |
| Mas Ribes                                  |              | Neoclassicisme XVIII                              | Santa Cristina d'Aro Bell-lloc                                        | 41° 50′ 15″ N, 2° 58′ 31″ E / 41.837542°N,2.975344°E | IPA-7358      | Carregueu una nova foto d'aquest monument |
| Mas Bou                                    |              | Obra popular XVIII                                | Santa Cristina d'Aro Bell-lloc                                        | 41° 49′ 39″ N, 2° 59′ 14″ E / 41.827415°N,2.987312°E | IPA-7359      | Carregueu una nova foto d'aquest monument |
| Can Vicens, Convent de Santa Elena         |              | Obra popular XIX                                  | Santa Cristina d'Aro Solius                                           | 41° 48′ 48″ N, 2° 58′ 07″ E / 41.813273°N,2.968545°E | IPA-7360      | Can Vicens (Santa Cristina d'Aro) · Vegeu més fotos d'aquest monument · Carregueu una nova foto d'aquest monument                                 |
| Mas Reixach                                |              | Renaixement XV                                    | Santa Cristina d'Aro Solius                                           | 41° 49′ 42″ N, 2° 59′ 09″ E / 41.828460°N,2.985722°E | IPA-7361      | Carregueu una nova foto d'aquest monument |
| Can Cama                                   |              | Obra popular XVI                                  | Santa Cristina d'Aro Solius                                           | 41° 48′ 58″ N, 2° 57′ 54″ E / 41.816168°N,2.964919°E | IPA-7362      | Carregueu una nova foto d'aquest monument |
| Ermita de Sant Baldiri de Solius           |              | Obra popular XVII                                 | Santa Cristina d'Aro Solius                                           | 41° 46′ 41″ N, 2° 57′ 45″ E / 41.777991°N,2.962455°E | IPA-7363      | Ermita de Sant Baldiri (Santa Cristina d'Aro) · Vegeu més fotos d'aquest monument · Carregueu una nova foto d'aquest monument                     |
| Can Roca                                   |              | Obra popular XIX                                  | Santa Cristina d'Aro Ctra. de Castell d'Aro, barri de l'Església      | 41° 48′ 54″ N, 3° 00′ 05″ E / 41.814874°N,3.001377°E | IPA-7364      | Carregueu una nova foto d'aquest monument |
| Can Tapioles                               |              | Eclecticisme XIX                                  | Santa Cristina d'Aro Av. de Romanyà, 3                                | 41° 48′ 57″ N, 3° 00′ 11″ E / 41.815860°N,3.003080°E | IPA-7365      | Can Tapioles (Santa Cristina d'Aro) · Vegeu més fotos d'aquest monument · Carregueu una nova foto d'aquest monument                               |
| Can Frare                                  |              | Barroc XVII                                       | Santa Cristina d'Aro Barri de l'Església                              | 41° 49′ 11″ N, 3° 00′ 05″ E / 41.819593°N,3.001431°E | IPA-7366      | Carregueu una nova foto d'aquest monument |
| Can Cama                                   |              | XVII-XVIII                                        | Santa Cristina d'Aro Romanyà de la Selva                              | 41° 51′ 12″ N, 2° 59′ 05″ E / 41.85342°N,2.98460°E   | IPA-7367      | Carregueu una nova foto d'aquest monument |
| Can Reixach                                |              | Obra popular XVIII                                | Santa Cristina d'Aro Solius                                           | 41° 48′ 51″ N, 2° 57′ 57″ E / 41.814051°N,2.965847°E | IPA-7368      | Carregueu una nova foto d'aquest monument |
| Església de Sant Martí de Romanyà          |              | Preromànic, romànic X-XI, XVII                    | Santa Cristina d'Aro Romanyà de la Selva                              | 41° 51′ 13″ N, 2° 59′ 02″ E / 41.853694°N,2.984003°E | IPA-7369      | Església de Sant Martí de Romanyà (Santa Cristina d'Aro) · Vegeu més fotos d'aquest monument · Carregueu una nova foto d'aquest monument          |
| Can Merla                                  |              | XVI                                               | Santa Cristina d'Aro Barri de Salom                                   | 41° 49′ 08″ N, 3° 00′ 33″ E / 41.818751°N,3.009113°E | IPA-7370      | Carregueu una nova foto d'aquest monument |
| Mas Sant Josep                             |              | Eclecticisme Joan Martorell i Montells XIX (1887) | Santa Cristina d'Aro Ctra. Castell d'Aro                              | 41° 48′ 39″ N, 3° 01′ 07″ E / 41.810760°N,3.018665°E | IPA-7371      | Mas Sant Josep (Santa Cristina d'Aro) · Vegeu més fotos d'aquest monument · Carregueu una nova foto d'aquest monument                             |
| Església de Santa Cristina d'Aro           |              | Preromànic, romànic, barroc X-XII, XVIII          | Santa Cristina d'Aro Pl. de l'Església                                | 41° 48′ 56″ N, 3° 00′ 12″ E / 41.815605°N,3.003294°E | IPA-7373      | Església de Santa Cristina d'Aro · Vegeu més fotos d'aquest monument · Carregueu una nova foto d'aquest monument                                  |
| Església de Santa Agnès de Solius          |              | Barroc XII, XVIII                                 | Santa Cristina d'Aro Solius                                           | 41° 48′ 53″ N, 2° 57′ 43″ E / 41.814786°N,2.961926°E | IPA-7374      | Església de Santa Agnès de Solius (Santa Cristina d'Aro) · Vegeu més fotos d'aquest monument · Carregueu una nova foto d'aquest monument          |
| Església de Santa Maria de Bell-lloc       |              | Preromànic, romànic X, XI-XII                     | Santa Cristina d'Aro Bell-lloc                                        | 41° 50′ 23″ N, 2° 58′ 40″ E / 41.839853°N,2.977822°E | IPA-7375      | Església de Santa Maria de Bell-lloc (Santa Cristina d'Aro) · Vegeu més fotos d'aquest monument · Carregueu una nova foto d'aquest monument       |
| Can Tapioles                               |              | Obra popular XV                                   | Santa Cristina d'Aro Solius                                           | 41° 49′ 10″ N, 2° 57′ 53″ E / 41.819437°N,2.964839°E | IPA-7376      | Carregueu una nova foto d'aquest monument |
| Església de Sant Josep                     |              | Historicisme XIX                                  | Santa Cristina d'Aro Ctra. Castell d'Aro                              | 41° 48′ 38″ N, 3° 01′ 08″ E / 41.810666°N,3.018863°E | IPA-7377      | Carregueu una nova foto d'aquest monument |
| Rectoria de Bell-lloc                      |              | XVIII                                             | Santa Cristina d'Aro Bell-lloc                                        | 41° 50′ 23″ N, 2° 58′ 40″ E / 41.839812°N,2.977909°E | IPA-7382      | Rectoria de Bell-lloc (Santa Cristina d'Aro) · Vegeu més fotos d'aquest monument · Carregueu una nova foto d'aquest monument                      |
| Rectoria de Sant Martí de Romanyà          |              | Renaixement XVII                                  | Santa Cristina d'Aro Pl. de l'Església, Romanyà de la Selva           | 41° 51′ 13″ N, 2° 59′ 05″ E / 41.853717°N,2.984602°E | IPA-7383      | Rectoria de Sant Martí de Romanyà (Santa Cristina d'Aro) · Vegeu més fotos d'aquest monument · Carregueu una nova foto d'aquest monument          |
| Estació del Carrilet                       |              | XIX (1891)                                        | Santa Cristina d'Aro Ctra. Platja d'Aro                               | 41° 48′ 50″ N, 3° 00′ 09″ E / 41.813811°N,3.002364°E | IPA-7384      | Estació del Carrilet (Santa Cristina d'Aro) · Vegeu més fotos d'aquest monument · Carregueu una nova foto d'aquest monument                       |
| Casa rectoral de Sant Baldiri              |              | Renaixement XVII                                  | Santa Cristina d'Aro Solius                                           | 41° 46′ 41″ N, 2° 57′ 44″ E / 41.778040°N,2.962274°E | IPA-7385      | Casa rectoral de Sant Baldiri (Santa Cristina d'Aro) · Vegeu més fotos d'aquest monument · Carregueu una nova foto d'aquest monument              |
| Mas Pla                                    |              | Obra popular XVI                                  | Santa Cristina d'Aro Solius                                           | 41° 48′ 55″ N, 2° 58′ 27″ E / 41.815251°N,2.974109°E | IPA-7386      | Mas Pla de Solius (Santa Cristina d'Aro) · Vegeu més fotos d'aquest monument · Carregueu una nova foto d'aquest monument                          |
| Mas Aymerich                               |              | Neoclassicisme-romàntic XVIII                     | Santa Cristina d'Aro Bell-lloc                                        | 41° 50′ 20″ N, 2° 58′ 35″ E / 41.838992°N,2.976343°E | IPA-7387      | Carregueu una nova foto d'aquest monument |
| Can Lloveras                               |              | Obra popular XIX                                  | Santa Cristina d'Aro Romanyà de la Selva                              | 41° 51′ 21″ N, 2° 58′ 18″ E / 41.855697°N,2.971633°E | IPA-7388      | Carregueu una nova foto d'aquest monument |
| Can Dalmau                                 |              |                                                   | Santa Cristina d'Aro Solius                                           | 41° 48′ 28″ N, 2° 58′ 09″ E / 41.807831°N,2.969258°E | IPA-7389      | Carregueu una nova foto d'aquest monument |
| Font de l'ermita de Sant Baldiri           |              | Gòtic XV                                          | Santa Cristina d'Aro Entre els contraforts de l'ermita, Solius        | 41° 46′ 41″ N, 2° 57′ 45″ E / 41.777991°N,2.962455°E | IPA-7390      | Font de l'ermita de Sant Baldiri (Santa Cristina d'Aro) · Vegeu més fotos d'aquest monument · Carregueu una nova foto d'aquest monument           |
| Can Creixell                               |              | Neoclassicisme XIX                                | Santa Cristina d'Aro Solius                                           | 41° 48′ 54″ N, 2° 58′ 16″ E / 41.814999°N,2.971223°E | IPA-7391      | Carregueu una nova foto d'aquest monument |
| Manantial de Salenys                       |              | XX                                                | Santa Cristina d'Aro Bell-lloc                                        | 41° 50′ 23″ N, 2° 57′ 59″ E / 41.839841°N,2.966292°E | IPA-7392      | Manantial de Salenys (Santa Cristina d'Aro) · Vegeu més fotos d'aquest monument · Carregueu una nova foto d'aquest monument                       |
| Magatzem del Manantial de Salenys          |              | Modernisme XX Inici                               | Santa Cristina d'Aro Ctra. de Romanyà, Bell-lloc                      | 41° 49′ 42″ N, 2° 58′ 45″ E / 41.828369°N,2.979171°E | IPA-7393      | Magatzem del Manantial de Salenys (Santa Cristina d'Aro) · Vegeu més fotos d'aquest monument · Carregueu una nova foto d'aquest monument          |
| Baixador de Font-Picant                    |              | XIX                                               | Santa Cristina d'Aro Bell-lloc                                        | 41° 49′ 41″ N, 2° 58′ 49″ E / 41.828135°N,2.980159°E | IPA-7394      | Baixador de Font-Picant (Santa Cristina d'Aro) · Vegeu més fotos d'aquest monument · Carregueu una nova foto d'aquest monument                    |
| Can Carbó                                  |              | XVII                                              | Santa Cristina d'Aro Bell-lloc                                        | 41° 50′ 17″ N, 2° 58′ 34″ E / 41.838105°N,2.976169°E | IPA-7395      | Carregueu una nova foto d'aquest monument |
| Mas la Barraca                             |              | XVIII                                             | Santa Cristina d'Aro Bell-lloc                                        | 41° 49′ 07″ N, 2° 59′ 15″ E / 41.818570°N,2.987578°E | IPA-7396      | Carregueu una nova foto d'aquest monument |
| Mas Vilabella                              |              | Neoclassicisme XVIII                              | Santa Cristina d'Aro Solius                                           | 41° 48′ 50″ N, 2° 57′ 38″ E / 41.813883°N,2.960622°E | IPA-7397      | Carregueu una nova foto d'aquest monument |
| Mas Viader                                 |              | Obra popular XIX                                  | Santa Cristina d'Aro Solius                                           | 41° 48′ 54″ N, 2° 57′ 32″ E / 41.815036°N,2.959020°E | IPA-7398      | Carregueu una nova foto d'aquest monument |
| Mas Auladell                               |              | Neoclassicisme XVIII                              | Santa Cristina d'Aro Solius                                           | 41° 48′ 59″ N, 2° 57′ 27″ E / 41.816481°N,2.957472°E | IPA-7399      | Carregueu una nova foto d'aquest monument |
| Can Pijoan                                 |              | Obra popular XX                                   | Santa Cristina d'Aro Solius                                           | 41° 49′ 13″ N, 2° 57′ 59″ E / 41.820253°N,2.966362°E | IPA-7400      | Carregueu una nova foto d'aquest monument |
| Molí d'en Tarrés                           |              | Obra popular XIV                                  | Santa Cristina d'Aro Bufaganyes                                       | 41° 48′ 16″ N, 3° 00′ 23″ E / 41.804484°N,3.006420°E | IPA-7401      | Carregueu una nova foto d'aquest monument |
| Mas Mordenyach                             |              | Obra popular                                      | Santa Cristina d'Aro El Vilar                                         | 41° 48′ 14″ N, 2° 59′ 39″ E / 41.803993°N,2.994196°E | IPA-7402      | Carregueu una nova foto d'aquest monument |
| Cal Gorgo                                  |              | Historicisme XIX                                  | Santa Cristina d'Aro Barri de l'Església                              | 41° 48′ 58″ N, 3° 00′ 07″ E / 41.815973°N,3.001816°E | IPA-7403      | Carregueu una nova foto d'aquest monument |
| Can J. Masachs                             |              | Eclecticisme XIX                                  | Santa Cristina d'Aro C. Taulera, 23                                   | 41° 48′ 42″ N, 2° 59′ 54″ E / 41.811717°N,2.998355°E | IPA-7404      | Carregueu una nova foto d'aquest monument |
| Mas Miquel                                 |              | XIX Final                                         | Santa Cristina d'Aro Sant Miquel d'Aro                                | 41° 51′ 34″ N, 2° 58′ 21″ E / 41.859507°N,2.972438°E | IPA-7405      | Carregueu una nova foto d'aquest monument |
| Mas Pla                                    |              | Obra popular XIX                                  | Santa Cristina d'Aro Veïnat de Salom                                  | 41° 48′ 58″ N, 3° 01′ 03″ E / 41.816214°N,3.017438°E | IPA-7406      | Carregueu una nova foto d'aquest monument |
| Mas Bagudanys                              |              | Obra popular XVII                                 | Santa Cristina d'Aro El Vilar                                         | 41° 48′ 23″ N, 2° 59′ 28″ E / 41.806362°N,2.991024°E | IPA-7407      | Carregueu una nova foto d'aquest monument |
| Cal Mas Pages                              |              | Historicisme XIX                                  | Santa Cristina d'Aro El Vilar                                         |                                                      | IPA-7408      | Carregueu una nova foto d'aquest monument |
| Can Tarrés                                 |              |                                                   | Santa Cristina d'Aro El Vilar                                         |                                                      | IPA-7409      | Carregueu una nova foto d'aquest monument |
| Mas Canyet                                 |              | Obra popular, renaixement XX                      | Santa Cristina d'Aro Barri Canyet                                     |                                                      | IPA-7410      | Carregueu una nova foto d'aquest monument |
| Mas Beuloli                                |              | Obra popular XV                                   | Santa Cristina d'Aro Bufaganyes                                       | 41° 48′ 17″ N, 3° 00′ 52″ E / 41.804789°N,3.014372°E | IPA-7411      | Carregueu una nova foto d'aquest monument |
| Mas Darder                                 |              | Obra popular XVII                                 | Santa Cristina d'Aro Bufaganyes                                       | 41° 48′ 20″ N, 3° 00′ 48″ E / 41.80569°N,3.01346°E   | IPA-7412      | Carregueu una nova foto d'aquest monument |
| Molí dels Frares, Molí d'en Ramon          |              | Obra popular XIV                                  | Santa Cristina d'Aro Bufaganyes                                       | 41° 48′ 19″ N, 3° 01′ 05″ E / 41.805181°N,3.018097°E | IPA-7413      | Carregueu una nova foto d'aquest monument |
| Can Duran, Can Geli                        |              | Historicisme XIX                                  | Santa Cristina d'Aro Bufaganyes, 47                                   | 41° 48′ 21″ N, 3° 00′ 04″ E / 41.805696°N,3.001166°E | IPA-7414      | Carregueu una nova foto d'aquest monument |
| Mas Pi                                     |              |                                                   | Santa Cristina d'Aro Ctra. de Sant Feliu, Bufaganyes                  | 41° 48′ 16″ N, 3° 00′ 45″ E / 41.804560°N,3.012409°E | IPA-7415      | Carregueu una nova foto d'aquest monument |
| Cal Provençal                              |              | Obra popular                                      | Santa Cristina d'Aro Bufaganyes                                       | 41° 48′ 14″ N, 3° 01′ 15″ E / 41.803987°N,3.020769°E | IPA-7416      | Carregueu una nova foto d'aquest monument |
| Creu commemorativa, tomba funerària        |              | Eclecticisme XX Inici                             | Santa Cristina d'Aro Romanyà de la Selva                              | 41° 51′ 19″ N, 2° 59′ 07″ E / 41.855303°N,2.985144°E | IPA-7417      | Creu commemorativa (Santa Cristina d'Aro) · Vegeu més fotos d'aquest monument · Carregueu una nova foto d'aquest monument                         |
| Monument funerari de Joaquim Almeda i Roig |              | XX (1920)                                         | Santa Cristina d'Aro Pl. del Poble, Romanyà de la Selva               | 41° 51′ 13″ N, 2° 59′ 04″ E / 41.853591°N,2.984343°E | IPA-7418      | Monument funerari de Joaquim Almeda i Roig (Santa Cristina d'Aro) · Vegeu més fotos d'aquest monument · Carregueu una nova foto d'aquest monument |
| Creu del Pedró, creu de terme              |              | Obra popular XX Mitjan                            | Santa Cristina d'Aro Al nucli històric, prop l'actual Casa de Cultura | 41° 49′ 01″ N, 3° 00′ 11″ E / 41.81705°N,3.00316°E   | IPA-30788     | Creu del Pedró (Santa Cristina d'Aro) · Vegeu més fotos d'aquest monument · Carregueu una nova foto d'aquest monument                             |
| Fita Mas Salvador                          |              | Obra popular                                      | Santa Cristina d'Aro Paratge del Mas Salvador                         |                                                      | IPA-46434     | Carregueu una nova foto d'aquest monument |
| Casa estudi per al dibuixant Cesc          |              | Darreres tendències XX                            | Santa Cristina d'Aro Av. de l'Església                                |                                                      | IPA-46545     | Carregueu una nova foto d'aquest monument |
| Pou de glaç de Masriera                    |              | Obra popular XX                                   | Santa Cristina d'Aro                                                  |                                                      | IPA-50704     | Carregueu una nova foto d'aquest monument |